# Tour de France 1924
| 18. Tour de France 1924 – Endstand |                     |                           |
| Streckenlänge                      | 15 Etappen, 5425 km | 15 Etappen, 5425 km       |
| Toursieger                         | Ottavio Bottecchia  | 226:18:21 h (23,972 km/h) |
| Zweiter                            | Nicolas Frantz      | + 35:36 min               |
| Dritter                            | Lucien Buysse       | + 1:32:13 h               |
| Vierter                            | Bartolomeo Aimo     | + 1:32:47 h               |
| Fünfter                            | Theophile Beeckman  | + 2:11:12 h               |
| Sechster                           | Joseph Muller       | + 2:35:33 h               |
| Siebenter                          | Arshne Alancourt    | + 2:41:31 h               |
| Achter                             | Romain Bellenger    | + 2:51:09 h               |
| Neunter                            | Omer Huyse          | + 2:58:13 h               |
| Zehnter                            | Hector Tiberghien   | + 3:05:04 h               |

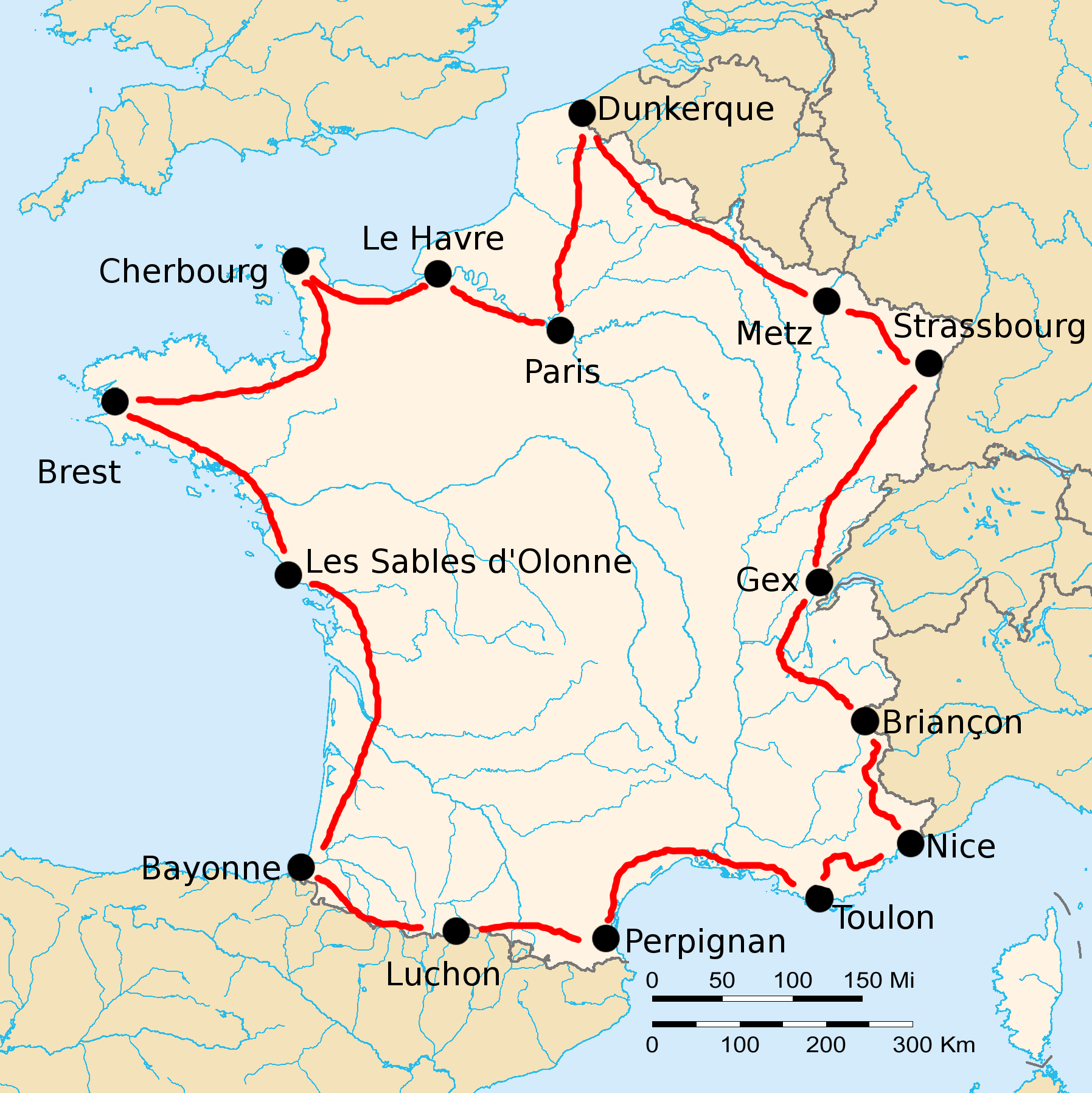
Streckenkarte der Tour de France 1924

Die 18. Tour de France fand vom 22. Juni bis 20. Juli 1924 statt und führte auf 15 Etappen über 5425 km.
Die Strecke führte die Fahrer von Paris aus nach Westen und an der Atlantikküste Richtung Pyrenäen. Von dort verlief die Strecke am Mittelmeer entlang nach Nizza, von wo der Kurs über Alpen und dann weiter nach Norden bis Dunkerque führte. Das Ziel der Rundfahrt war in Paris. 60 der 157 Teilnehmer wurde klassifiziert.

## Rennverlauf
Der Italiener Ottavio Bottecchia dominierte die 18. Tour de France von Beginn an. Nachdem er die erste Etappe gewinnen konnte, gab er die Führung in der Gesamtwertung bis zum Ziel nicht mehr ab. Bottecchias Durchschnittsgeschwindigkeit während der gesamten Rundfahrt betrug 23,972 km/h.
Im Laufe der Rundfahrt errang Bottecchia vier Etappensiege und profitierte durch die Erhöhung der Zeitbonifikation auf drei Minuten für den Etappensieger.
Vorjahressieger Henri Pélissier stieg gemeinsam mit seinem Bruder Francis und deren Freund Maurice Ville bereits nach der dritten Etappe aus, um gegen die kleinliche Regelauslegung zu protestieren. Im Anschluss an ihren Ausstieg gaben sie dem Journalisten Albert Londres ein Interview, in dem sie sich über die Strapazen bei der Tour beschwerten und zudem Dopingmittel aus ihren Taschen auf den Tisch leerten und erläuterten.

## Die Etappen
| Etappen    | Start – Ziel                  | km  | Etappensieger      | Gelbes Trikot      |
| ---------- | ----------------------------- | --- | ------------------ | ------------------ |
| 1. Etappe  | Paris – Le Havre              | 381 | Ottavio Bottecchia | Ottavio Bottecchia |
| 2. Etappe  | Le Havre – Cherbourg          | 371 | Romain Bellenger   | Ottavio Bottecchia |
| 3. Etappe  | Cherbourg – Brest             | 405 | Theophile Beeckman | Ottavio Bottecchia |
| 4. Etappe  | Brest – Les Sables-d’Olonne   | 412 | Félix Goethals     | Ottavio Bottecchia |
| 5. Etappe  | Les Sables-d’Olonne – Bayonne | 482 | Omer Huyse         | Ottavio Bottecchia |
| 6. Etappe  | Bayonne – Luchon              | 326 | Ottavio Bottecchia | Ottavio Bottecchia |
| 7. Etappe  | Luchon – Perpignan            | 323 | Ottavio Bottecchia | Ottavio Bottecchia |
| 8. Etappe  | Perpignan – Toulon            | 427 | Louis Mottiat      | Ottavio Bottecchia |
| 9. Etappe  | Toulon – Nizza                | 280 | Philippe Thys      | Ottavio Bottecchia |
| 10. Etappe | Nizza – Briançon              | 275 | Giovanni Brunero   | Ottavio Bottecchia |
| 11. Etappe | Briançon – Gex                | 307 | Nicolas Frantz     | Ottavio Bottecchia |
| 12. Etappe | Gex – Straßburg               | 360 | Nicolas Frantz     | Ottavio Bottecchia |
| 13. Etappe | Straßburg – Metz              | 300 | Arsène Alancourt   | Ottavio Bottecchia |
| 14. Etappe | Metz – Dunkerque              | 433 | Romain Bellenger   | Ottavio Bottecchia |
| 15. Etappe | Dunkerque – Paris             | 343 | Ottavio Bottecchia | Ottavio Bottecchia |